# Osteocephalus buckleyi
Osteocephalus buckleyi és una espècie de granota que es troba a Bolívia, el Brasil, Colòmbia, l'Equador, Guaiana Francesa, Guyana, el Perú, Surinam i Veneçuela.
Està amenaçada d'extinció per la pèrdua del seu hàbitat natural.